# Al Calderon
Al Calderon (New York, 22 febbraio 1994) è un attore statunitense. È famoso per il ruolo di Javi Hernandez in Il tempo della nostra vita.

## Biografia
Calderon nasce a New York il 22 febbraio 1994 ed è alto 1,70 m. Inizia la sua carriera da attore nel 2010 nel film per la tv Summer Camp. Nel corso della sua carriera appare in serie tv come Law & Order - Unità vittime speciali, Person of Interest, Amy's Brother, The Dead Girls Detective Agency, Step Up: High Water, The Resident, The Haves and the Have Nots, The Walking Dead: World Beyond, Minx e Grotesquerie ed in film come Detachment - Il distacco, Stealing Cars, Dreamcatcher e He's All That. Nel 2017 interpreta Alfred nel film Hello Again. La sua grande svolta nella sua carriera arriva nel 2024 quando entra nel cast principale de Il tempo della nostra vita nel ruolo di Javi Hernandez. Nel 2025 annuncia la sua uscita di scena dalla soap per entrare nel cast della seconda stagione della serie tv Brilliant Minds.

## Filmografia

### Cinema
- Detachment - Il distacco (2011)
- Stealing Cars (2015)
- Hello Again (2017)
- Dreamcatcher (2021)
- He's All That (2021)

### Televisione
- Summer Camp - film TV (2010)
- Law & Order - Unità vittime speciali - serie TV, 1 episodio (2011)
- Person of Interest - serie TV, 1 episodio (2011)
- Amy's Brother - film TV (2017)
- The Dead Girls Detective Agency - serie TV, 15 episodi (2018)
- Step Up: High Water – serie TV, 8 episodi (2018-2022)
- The Resident - serie TV, 1 episodio (2019)
- The Haves and the Have Nots - serie TV, 3 episodi (2020)
- The Walking Dead: World Beyond – serie TV, 4 episodi (2020-2021)
- Minx – serie TV, 1 episodio (2023)
- Grotesquerie - serie TV, 1 episodio (2024)
- Il tempo della nostra vita - soap opera (2024-in corso)